# Rod McKuen
Rodney Marvin "Rod" McKuen (29 de abril de 1933 - 29 de enero de 2015) fue un cantante, compositor, músico y poeta estadounidense. Fue uno de los poetas más vendidos en los Estados Unidos durante la década de 1960. A lo largo de su carrera, McKuen produjo una amplia gama de grabaciones, que incluyeron la música popular, declamación de poesía, bandas sonoras de películas y la música clásica. Obtuvo dos nominaciones a los premios Óscar y una nominación al Pulitzer por sus composiciones musicales. Las traducciones y adaptaciones de las canciones de Jacques Brel realizadas por McKuen fueron importantes para traer al compositor belga a la fama en el mundo de habla en inglés. Su poesía trataba temas como el amor, la naturaleza y la espiritualidad. McKuen vendió más de 100 millones de discos y 60 millones de libros en todo el mundo, según la Associated Press.

### Poesía
- And Autumn Came (Pageant Press, 1954)
- Stanyan Street & Other Sorrows (Stanyan Music, 1966)
- Listen to the Warm (Random House, 1967)
- Lonesome Cities (Random House, 1968)
- And Autumn Came (Revised Edition) (Cheval Books, 1969)
- In Someone's Shadow (Cheval Books/Random House, 1969)
- Twelve Years of Christmas (Cheval Books/Random House, 1969)
- Caught in the Quiet (Stanyan Books, 1970)
- Fields of Wonder (Cheval Books/Random House, 1971)
- The Carols of Christmas (Cheval Books/Random House, 1971)
- And to Each Season (Simon & Schuster, 1972)
- Moment to Moment (Cheval Books, 1972)
- Come to Me in Silence (Simon & Schuster, 1973)
- Moment to Moment (Revised Edition) (Simon & Schuster, 1974)
- Beyond the Boardwalk (Cheval Books, 1975)
- Celebrations of the Heart (Simon & Schuster, 1975)
- The Sea Around Me... (Simon & Schuster, 1975)
- Coming Close to the Earth (Simon & Schuster, 1978)
- We Touch the Sky (Simon & Schuster, 1979)
- The Power Bright and Shining (Simon & Schuster, 1980)
- A Book of Days (Harper & Row, 1980)
- The Beautiful Strangers (Simon & Schuster, 1981)
- Book of Days and a Month of Sundays (Harper & Row, 1981)
- The Sound of Solitude (Harper & Row, 1983)
- Suspension Bridge (Harper & Row, 1984)
- Intervals (Harper & Row/Cheval Books, 1986)
- Valentines (Harper & Row/Cheval Books, 1986)
- A Safe Place to Land (Cheval Books, 2001)
- Rusting in the Rain (Cheval Books, 2004)

### Líricas
- The Songs of Rod McKuen (Cheval Books, 1969)
- With Love (Stanyan Books, 1970)
- New Ballads (Stanyan Books, 1970)
- Pastorale (Stanyan Books, 1971)
- The Carols Christmas (Cheval/Random House, 1971)
- Grand Tour (Stanyan Books, 1972)

### Prosa
- Finding My Father (Coward, McCann & Geoghegan, 1976)
- An Outstretched Hand (Cheval Books/Harper & Row, 1980)

### Libros de bolsillo originales
- Seasons in the Sun (Pocket Books, 1974)
- Alone (Pocket Books, 1975)
- Hand in Hand (Pocket Books, 1977)
- Finding My Father (Cheval Books/Berkeley Books, 1977)
- Love's Been Good to Me (Pocket Books, 1979)
- Looking for a Friend (Pocket Books, 1980)
- Too Many Midnight's (Pocket Books, 1981)
- Watch for the Wind (Pocket Books, 1983)

## Discografía

### Álbumes vocales
- About Me (SPC 3189)
- After Midnight (SR 6029 • CD STZ 105)
- Alone (BS 2817)
- Alone After Dark (DL 8946)
- Anywhere I Wander (DL 3882)
- The Beautiful Strangers (WS 1722)
- The Black Eagle, A Gothic Musical (2SR 5087)
- Blessings in Shade of Green (SR 5005)
- Cycles (BDS 5138)
- For Friends & Lovers (DJF 20537)
- Global (SR 5102)
- Goodtime Music (BS 2861)
- Have a Nice Day (SR 5032)
- In a Lonely Place (KA 3226)
- In the Beginning (SUS 5273)
- It Had To Be You (DID M20)
- Jerome Kern Revisited Vol. IV, with Ballard, Short, and Cook (PS 1380 CD 113)
- Lonely Summer (BR 0034)
- The Loner (RCA 3508)
- The Love Movement (ST 2838)
- Through European Windows (LSP 3786)
- The Sounds of Day, the Sounds of Night (SPC 3225)
- Love's Been Good to Me (SR 5009)
- McKuen Country (BS 2931)
- Rod McKuen Sings (ST 2079)
- More Rod McKuen 77 (SR 5092)
- Mr. Oliver Twist (JU 5013)
- New Ballads (WS 1837)
- New Carols for Christmas – The Rod McKuen Christmas Album (SR 5045)
- New Sounds in Folk Music (VE 1612)
- Odyssey (BS 2638)
- Other Kinds of Songs (RCA 3635)
- Pastorale (2WS 1894)
- Pastures Green (SR 5047)
- Roads (SR 5098)
- Rod (SR 5025)
- The Rod McKuen Folk Album (SR 5006)
- Rod McKuen Sings the McKuen/Brel Songbook (SR 6028; WB 2785)
- The Rod McKuen Show (WS 3015)
- Rod McKuen Sings His Own (RCA 3424)
- Rod 77 (SR 5093)
- Seasons in the Sun (SR 5003)
- Seasons in the Sun, 2 (SR 5004)
- Seasons in the Sun, 1&2 (SR 5046)
- The Single Man (LSP 4010)
- Sleep Warm (BS 2889)
- Sleep Warm (2SR 5081)
- Slide ... Easy In (DS 7017)
- Slide ... On the Move (DIS 60 531)
- Soldiers Who Want to Be Heroes (HJS 180)
- Someone to Watch Over Me (SR 6050)
- Songs for the Lazy (LRP 3011)
- Songs Our Mummy Taught Us, with Bob McFadden (BL 754056)
- Stranger in Town (KS 3538)
- There's a Hoot Tonight (WP 1632)
- Through European Windows (LSP 3786)
- Turntable (SR 5100)
- Two Against the Morning, with Liesbeth List (PH 6641 057)
- Very Warm (DE 4603)

### Palabra hablada
- Beatsville (R 419)
- The Essential Rod McKuen (3BS 2906)
- In Search of Eros (BN 613)
- Listen to The Warm (LSP 3863; SR 5052)
- Listen to the Warm (SR 5048)
- Lonesome Cities (WS 1758)
- Pushing the Clouds Away (SR 5110)
- Time of Desire (SR 5078)
- The Word (DS 7000)
- The Yellow Unicorn, with Tak Shindo & Julie Meredith (LP 12036)

### Clásico
- Symphony No. 1 in 4 Movements (SR 9005)
- Concerto For Guitar & Orchestra: 5 Orchestral Pieces (SR 9006)
- Concerto For 4 Harpsichords: 4 Orchestral Pieces (SR 9007)
- Piano Variations: 6 Piano Sonatas (SR 9008)
- Conducts McKuen (SR 9010)
- Concerto No. 3 for Piano & Orchestra (SR 9012)
- The Plains of My Country: Seascapes for Solo Piano (SR 9015)
- Concerto for Cello & Orchestra; Music for Strings (SR 9021)
- Concerto For Balloon & Orchestra: 3 Overtures (SR 9023)
- The Ballad of Distances: Symphonic Suite, Op. 40 (WB 2WS 2731)
- Piano Quartets: Piano Trios (SR 9060)
- The City: I Hear America Singing, 2 Cantatas (LS 732)
- Written in the Stars (The Zodiac Suite) (CRL 57339)
- Something Beyond: Suite for Orchestra (LST 7537)

### Soundtracks
- The Borrowers, soundtrack (SRQ 4014)
- A Boy Named Charlie Brown & Other Rod McKuen Film Songs (SR 5010)
- A Boy Named Charlie Brown, soundtrack (OS 3500)
- Emily, soundtrack (SRQ 4025)
- Joanna, soundtrack (SR 4202)
- Lisa Bright & Dark, soundtrack (SR 10094)
- Me Natalie, with Henry Mancini, soundtrack (OS 3350)
- The Prime of Miss Jean Brodie, soundtrack (TC 4207)
- The Prime of Miss Jean Brodie, Rod McKuen singing and conducting his score (WB 1853)
- Rock Pretty Baby, with Henry Mancini, soundtrack (DL 8429)
- Scandalous John, soundtrack (SR 5004)
- Summer Love, with Henry Mancini, soundtrack (DL 8714)
- The Unknown War, soundtrack (2SR 9201)

### Grabaciones en vivo
- The Amsterdam Concert (2SR 5051)
- Back to Carnegie Hall (2WB 2732)
- Evening in Vienna, with Greta Keller (SR 5040)
- Grand Tour (2BR 1947)
- Grand Tour, Vol. 3 (SR 5042)
- Rod McKuen in Concert (SR 5001)
- Rod McKuen Live Across Australia & Around the World (SR 6031)
- Rod McKuen Live at the Sydney Opera House (SR 5075)
- Rod McKuen Live at the Sydney Opera House (L 70041/2)
- Rod McKuen Live in Africa (SYD 11000)
- Rod McKuen Live in London (2SR 5016)
- Rod McKuen Live / Sold Out Carnegie Hall (WS 1794, WBC 1100B)

### Hits y compilaciones más grandes
- The Beat Generation (R2 70281)
- The Best of Rod McKuen (RCA 4127)
- Bits & Pieces (DL 75078)
- The Early Years: The Best of Rod McKuen (SYC 2901)
- Greatest Australian Hits (PW 6026)
- Rod McKuen: Greatest Hits, Vol. 1 (WS 1772)
- Rod McKuen: Greatest Hits, Vol. 2 (BS 2560)
- Rod McKuen: Greatest Hits, Vol. 3 (SR 5031)
- Rod McKuen: Greatest Hits, Vol. 4 (BS 2688)
- If You Go Away: The RCA Years 1965–1968 (BCD 16122 GL)
- In the Beginning (SLS 96083)
- Love Songs (2SR 5073)
- A Portrait of Rod McKuen (SR 5072)
- Rod on Record (SR 5104)
- Try Rod McKuen in the Privacy of Your Own Home (SR 5020)
- Without a Worry in the World (BR 408, TIXD 420)

### Con Anita Kerr y el San Sebastian Strings
Líricas, libro e historias musicales de Rod McKuen; composición musical, arreglo y conducción de Anita Kerr.
- The Sea (WBL 1047, WB 1670)
- The Earth (WBL 1046, WB 1705)
- The Sky (WB 1720)
- Home to the Sea (WBC 1080, WS 1764)
- The Soft Sea (WS 1839)
- La Mer (SR 10043)
- For Lovers (WB 1795)
- Bouquet (BS 2768)
- Spring
- Summer (BS4 2707)
- Autumn
- Winter (BS 2622)
- With Love (BS 2837)
- The Sea / The Earth / The Sky (3WS 1730)
- The Complete Sea (3WS 1827)
- The Seasons (4WS 2754)

### Álbumes promocionales
- 17 New Songs by Rod McKuen (IM 1000)
- Short Cuts from Pastorale (PRO 451)
- Some of the Best of Rod McKuen (SPS 33–554)
- 20 New Rod McKuens Songs (SML 102)

## Premios y distinciones
Premios Óscar
| Año  | Categoría                         | Canción | Película                        | Resultado |
| ---- | --------------------------------- | ------- | ------------------------------- | --------- |
| 1969 | Óscar a la mejor canción original | «Jean»  | Los mejores años de Miss Brodie | Nominado  |
| 1970 | Mejor banda sonora original       | -       | Un niño llamado Charlie Brown   | Nominado  |